# Francisco Ribalta
Francisco Ribalta, född den 2 juni 1565 i Solsona, död den 14 januari 1628 i Valencia, var en spansk målare. Han var far till Juan Ribalta.

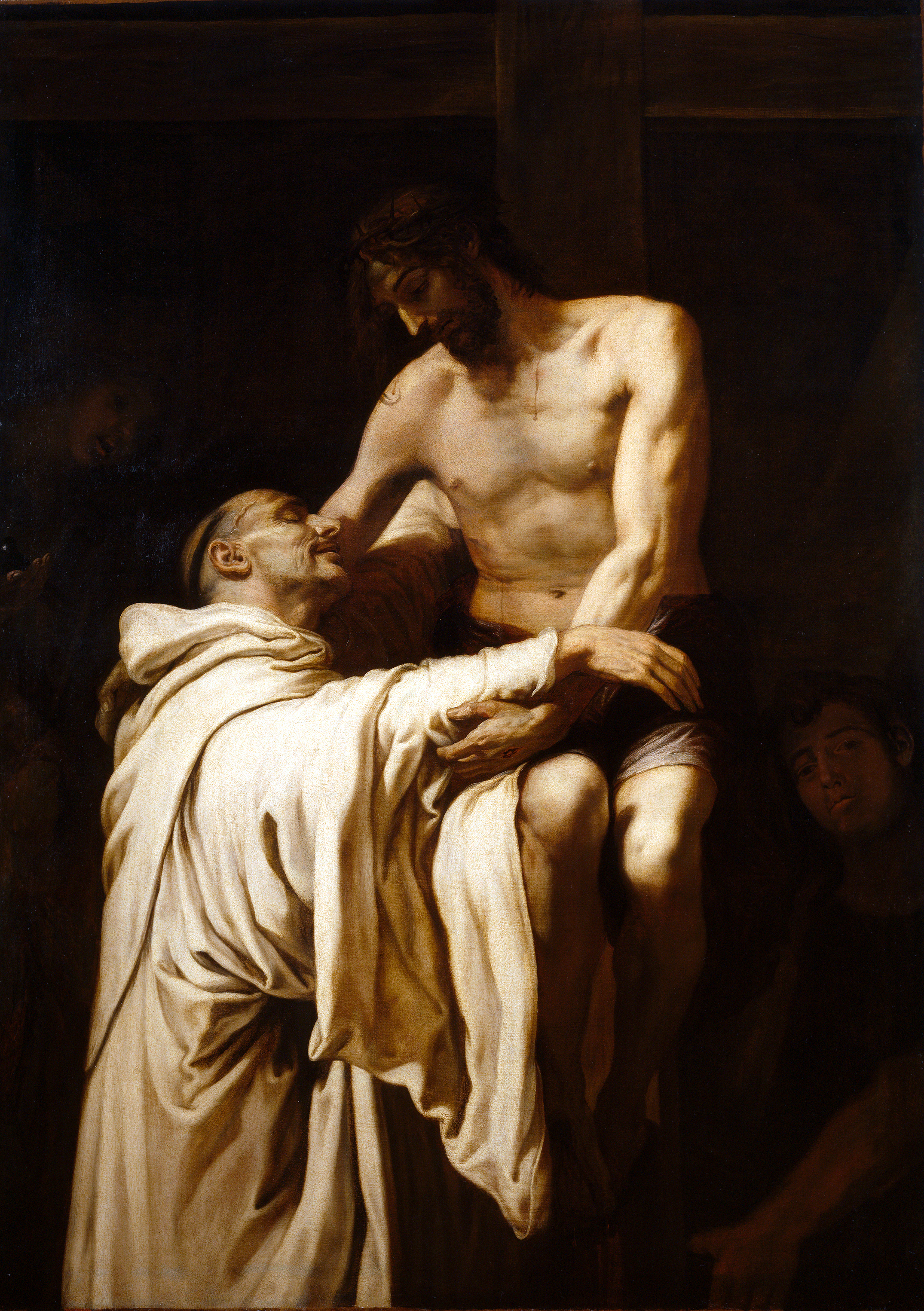
Francisco Ribalta, Kristus omfamnar den helige Bernhard.

Ribalta studerade i Valencia för Juan de Juanes och i Italien, där han slöt sig till Correggios och Schidones riktning. Georg Nordensvan skriver i Nordisk familjebok att han "sökte mjuk modellering, ljusdunkel, effektfull sidobelysning. Det spanska temperamentet med sin blandning af vildhet och känslighet är starkt framträdande i hans alster." Bland Ribaltas representativa målningar märks Nattvarden, Himmelsfärden, Jesu dop, Concepción (Madonnan stående på månskivan), Mater Dolorosa, Sankt Bruno (alla dessa i Valencias kyrkor och museum), dessutom Änglar omkring den döde Jesus, Den förlorade och den räddade själen, Sankt Franciscus på sjukbädden tröstas av en ängel (dessa tre i Pradomuseet i Madrid). Arbeten av Ribalta finns även i München, Oxford, Sankt Petersburg med flera städer. Ribalta var Riberas lärare och närmaste föregångare.